# U-2363

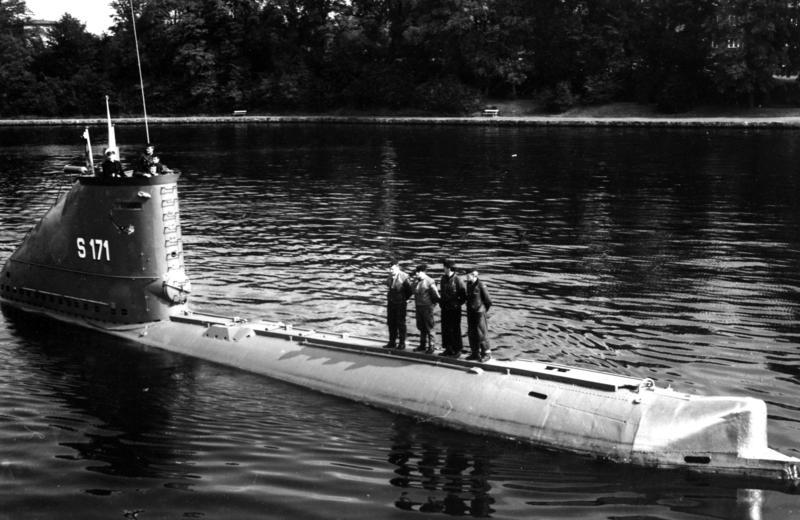
Niemiecka submaryna U-2363

U-2363 – niemiecki okręt podwodny (U-Boot) przybrzeżnego typu XXIII z okresu II wojny światowej. Okręt wszedł do służby w 1945 roku.

## Historia
Położenie stępki nastąpiło 22 listopada 1944 roku w stoczni Deutsche Werft w Hamburgu; wodowanie 18 stycznia 1945. Okręt wszedł do służby 5 lutego 1945 roku.
U-2363 do zakończenia wojny nie osiągnął gotowości bojowej. Nie wykonał żadnego patrolu bojowego, w związku z tym nie zatopił żadnej jednostki przeciwnika.
Poddany 9 maja 1945 roku w Kristiansand Süd (Norwegia), przebazowany 29 maja 1945 roku do Loch Ryan (Szkocja). Zatopiony 28 listopada 1945 roku ogniem artyleryjskim niszczycieli HMS „Onslow” i ORP „Piorun” podczas operacji Deadlight.